# Toyota Owners 400
Le Toyota Owners 400 est une course automobile de véhicules stock car organisée sur 400 tours de circuit par la NASCAR. Elle compte pour le championnat des NASCAR Cup Series et se déroule sur le Richmond International Raceway de Richmond dans l'état de Virginie.
La course a lieu généralement fin avril et le dimanche après-midi. Pendant quelques années, elle s'était déroulée de jour au mois de février, lors du weekend suivant le Daytona 500. L'éclairage est installé en 1991 mais la course du printemps continue d'être disputée en journée. Le temps généralement toujours froid (la neige ayant même provoqué un report de la course en 1989) pousse les officiels à déplacer la date de la course plus tard dans la saison, vers la fin du printemps soit fin mai ou début juin. Ils en profitent pour faire disputer la course le samedi soir au lieu du dimanche après-midi. À partir de la saison 1999, la course est fixée au mois de mai. Depuis 2012 et le réalignement des courses de NASCAR Cup Series, la course est déplacée au dernier samedi d'avril (permutation des dates avec la course du printemps de Talladega) et depuis 2016, se dispute à nouveau le dimanche après-midi.

## Your Name Here
De 2007 à 2011, la course portera chaque année un nom différent. La société Crown Royal (marque de whisky canadien) est propriétaire du nom de la course. Elle va y associer le vainqueur d'une compétition ayant lieu lors des Daytona Speedweeks (semaine de compétitions organisée à Daytona en janvier ou février de chaque année et se concluant par la course de NASCAR Cup Series le Daytona 500).
C'est ainsi que la course, est officiellement dénommée :
- en 2007, 2007 Crown Royal Presents The Jim Stewart 400 (en) à la suite de la victoire en compétition d'essais de Jim Stewart originaire de Houma en Louisiane ;
- en 2008 : 2008 Crown Royal Presents the Dan Lowry 400 (en) à la suite de la victoire en compétition d'essais de Dan Lowry originaire de Columbiana en Ohio ;
- en 2009 : 2009 Crown Royal Presents the Russ Friedman 400 (en) à la suite de la victoire en compétition d'essais de Russ Friedman originaire de Huntington dans l'état de New York[1].

Pour les saisons 2010 et 2011, il n'y aura plus que les membres des forces armées qui seront éligibles pour la compétition d'essais à Daytona. Les courses sont alors dénommées :
- en 2010 : 2010 Crown Royal Presents the Heath Calhoun 400 (en) à la suite de la victoire en compétition d'essais de Heath Calhoun, vétéran de l'armée et originaire de Clarksville au Tennessee.
- en 2011 : 2011 Crown Royal Presents the Matthew and Daniel Hansen 400 (en) à la suite de la victoire en compétition d'essais du marine Matthew Hansen et en l'honneur de son frère jumeau Daniel Hansen tué au combat le 14 février 2009[3].

À partir de la saison 2012, la société Crown Royal choisit de ne plus sponsoriser la course pour sponsoriser le Brickyard 400.

## Caractéristiques
- Course :
  - Longueur : 300 milles (483 km)
  - Nombre de tours : 400
    - Segment 1 : 100 tours
    - Segment 2 : 100 tours
    - Segment 3 : 200 tours

- Piste :
  - Type : short track
  - Revêtement : asphalte
  - Longueur circuit : 0,750 milles (1,207 km)
  - Nombre de virages : 4
  - Inclinaison (Banking) :
    - Virages : 14°
    - Ligne droite principale : 8°
    - Ligne droite arrière : 2°

- Record du tour de piste : 15,319 7 secondes par Sam Hornish Jr. (écurie Team Penske en 2005 à l'occasion d'une course du championnat d 'IndyCar Series.

## Palmarès
| Année | Date                | Pilote              | Écurie                      | Châssis             | Course              | Course              | Course              | Course              | Note       |
| ----- | ------------------- | ------------------- | --------------------------- | ------------------- | ------------------- | ------------------- | ------------------- | ------------------- | ---------- |
| Année | Date                | Pilote              | Écurie                      | Châssis             | Tours               | Miles (km)          | Durée               | Moyenne (miles/h)   | Note       |
| 1953  | 19 avril            | Lee Petty           | Petty Enterprises           | Dodge               | 200                 | 100 (160,934)       | 2 h 11 min 48 s     | 45,535              |            |
| 1954  | Course non disputée | Course non disputée | Course non disputée         | Course non disputée | Course non disputée | Course non disputée | Course non disputée | Course non disputée |            |
| 1955  | 22 mai              | Tim Flock           | Carl Kiekhaefer (en)        | Chrysler            | 200                 | 100 (160,934)       | 1 h 50 min 30 s     | 54,298              |            |
| 1956  | 29 avril            | Buck Baker          | Carl Kiekhaefer (en)        | Dodge               | 200                 | 100 (160,934)       | 1 h 46 min 42 s     | 56,232              |            |
| 1957  | 5 mai               | Paul Goldsmith      | Peter DePaolo               | Ford                | 200                 | 100 (160,934)       | 1 h 36 min 05 s     | 62,445              |            |
| 1958  | Course non disputée | Course non disputée | Course non disputée         | Course non disputée | Course non disputée | Course non disputée | Course non disputée | Course non disputée |            |
| 1959  | 21 juin             | Tom Pistone (en)    | Carl Rupert                 | Ford                | 200                 | 100 (160,934)       | 1 h 45 min 29 s     | 56,881              |            |
| 1960  | 5 juin              | Lee Petty           | Petty Enterprises           | Plymouth            | 200                 | 100 (160,934)       | 1 h 36 min 23 s     | 62,251              |            |
| 1961  | 23 avril            | Richard Petty       | Petty Enterprises           | Plymouth            | 200                 | 100 (160,934)       | 1 h 36 min 04 s     | 62,456              |            |
| 1962  | 1er avril           | Rex White           | Rex White                   | Chevrolet           | 180                 | 90 (144,84)         | 1 h 45 min 08 s     | 51,363              | [ Note 1 ] |
| 1963  | 7 avril             | Joe Weatherly       | Bud Moore Engineering       | Pontiac             | 250                 | 125 (201,168)       | 2 h 06 min 16 s     | 58,624              |            |
| 1964  | 10 mars             | David Pearson       | Cotton Owens (en)           | Dodge               | 250                 | 125 (201,168)       | 2 h 07 min 51 s     | 60,233              |            |
| 1965  | 7 mars              | Junior Johnson      | Junior Johnson & Associates | Ford                | 250                 | 125 (201,168)       | 2 h 02 min 07 s     | 61,416              |            |
| 1966  | 15 mai              | David Pearson       | Cotton Owens (en)           | Dodge               | 250                 | 125 (201,168)       | 1 h 52 min 43 s     | 66,539              |            |
| 1967  | 30 avril            | Richard Petty       | Petty Enterprises           | Plymouth            | 250                 | 125 (201,168)       | 1 h 53 min 40 s     | 65,982              |            |
| 1968  | 24 mars             | David Pearson       | Holman-Moody (en)           | Ford                | 250                 | 125 (201,168)       | 1 h 55 min 55 s     | 65,217              |            |
| 1969  | 13 avril            | David Pearson       | Holman-Moody (en)           | Ford                | 500                 | 250 (402,336)       | 3 h 23 min 23 s     | 73,752              |            |
| 1970  | 1er mars            | James Hylton (en)   | James Hylton (en)           | Ford                | 500                 | 271 (436,132)       | 3 h 18 min 11 s     | 82,044              |            |
| 1971  | 7 mars              | Richard Petty       | Petty Enterprises           | Plymouth            | 500                 | 271 (436,132)       | 3 h 23 min 20 s     | 79,836              |            |
| 1972  | 27 février          | Richard Petty       | Petty Enterprises           | Plymouth            | 500                 | 271 (436,132)       | 3 h 32 min 12 s     | 76,258              |            |
| 1973  | 25 février          | Richard Petty       | Petty Enterprises           | Dodge               | 500                 | 271 (436,132)       | 3 h 37 min 29 s     | 74,764              |            |
| 1974  | 24 février          | Bobby Allison       | Bobby Allison               | Chevrolet           | 450                 | 243,9 (392,519)     | 3 h 02 min 02 s     | 80,095              | [ Note 2 ] |
| 1975  | 23 février          | Richard Petty       | Petty Enterprises           | Dodge               | 500                 | 271 (436,132)       | 3 h 37 min 03 s     | 74,913              |            |
| 1976  | 7 mars              | Dave Marcis (en)    | Nord Krauskopf (en)         | Dodge               | 400                 | 216,8 (348,905)     | 2 h 58 min 44 s     | 72,792              |            |
| 1977  | 27 février          | Cale Yarborough     | Junior Johnson & Associates | Chevrolet           | 245                 | 132,79 (213,704)    | 1 h 49 min 01 s     | 73,084              | [ Note 3 ] |
| 1978  | 26 février          | Benny Parsons       | L.G. DeWitt (en)            | Chevrolet           | 400                 | 216,8 (348,905)     | 2 h 41 min 59 s     | 80,304              |            |
| 1979  | 11 mars             | Cale Yarborough     | Junior Johnson & Associates | Oldsmobile          | 400                 | 216,8 (348,905)     | 2 h 35 min 34 s     | 83,608              |            |
| 1980  | 24 février          | Darrell Waltrip     | DiGard Motorsports          | Chevrolet           | 400                 | 216,8 (348,905)     | 3 h 12 min 08 s     | 67,703              |            |
| 1981  | 22 février          | Darrell Waltrip     | Junior Johnson & Associates | Buick               | 400                 | 216,8 (348,905)     | 2 h 49 min 53 s     | 76,57               |            |
| 1982  | 21 février          | Dave Marcis (en)    | Dave Marcis (en)            | Chevrolet           | 250                 | 135,5 (218,066)     | 1 h 51 min 30 s     | 72,914              | [ Note 3 ] |
| 1983  | 27 février          | Bobby Allison       | DiGard Motorsports          | Chevrolet           | 400                 | 216,8 (348,905)     | 2 h 43 min 45 s     | 79,584              |            |
| 1984  | 26 février          | Ricky Rudd          | Bud Moore Engineering       | Ford                | 400                 | 216,8 (348,905)     | 2 h 09 min 31 s     | 76,736              |            |
| 1985  | 24 février          | Dale Earnhardt      | Richard Childress Racing    | Chevrolet           | 400                 | 216,8 (348,905)     | 3 h 11 min 27 s     | 67,945              |            |
| 1986  | 23 février          | Kyle Petty          | Wood Brothers Racing        | Ford                | 400                 | 216,8 (348,905)     | 3 h 02 min 54 s     | 71,078              | [ Note 4 ] |
| 1987  | 8 mars              | Dale Earnhardt      | Richard Childress Racing    | Chevrolet           | 400                 | 216,8 (348,905)     | 2 h 39 min 34 s     | 81,52               |            |
| 1988  | 21 février          | Neil Bonnett (en)   | RahMoc Enterprises (en)     | Pontiac             | 400                 | 216,8 (348,905)     | 3 h 15 min 54 s     | 66,401              |            |
| 1989  | 26 mars             | Rusty Wallace       | Blue Max Racing (en)        | Pontiac             | 400                 | 300 (482,803)       | 3 h 20 min 51 s     | 89,619              | [ Note 5 ] |
| 1990  | 25 février          | Mark Martin         | Roush Racing                | Ford                | 400                 | 300 (482,803)       | 3 h 15 min 18 s     | 92,158              |            |
| 1991  | 24 février          | Dale Earnhardt      | Richard Childress Racing    | Chevrolet           | 400                 | 300 (482,803)       | 2 h 50 min 47 s     | 105,937             |            |
| 1992  | 8 mars              | Bill Elliott        | Junior Johnson & Associates | Ford                | 400                 | 300 (482,803)       | 2 h 52 min 27 s     | 104,378             |            |
| 1993  | 7 mars              | Davey Allison       | Robert Yates Racing         | Ford                | 400                 | 300 (482,803)       | 2 h 47 min 07 s     | 107,709             |            |
| 1994  | 6 mars              | Ernie Irvan         | Robert Yates Racing         | Ford                | 400                 | 300 (482,803)       | 3 h 03 min 03 s     | 98,334              |            |
| 1995  | 5 mars              | Terry Labonte       | Hendrick Motorsports        | Chevrolet           | 400                 | 300 (482,803)       | 2 h 49 min 08 s     | 106,425             |            |
| 1996  | 3 mars              | Jeff Gordon         | Hendrick Motorsports        | Chevrolet           | 400                 | 300 (482,803)       | 2 h 55 min 11 s     | 102,75              |            |
| 1997  | 2 mars              | Rusty Wallace       | Penske Racing               | Ford                | 400                 | 300 (482,803)       | 2 h 45 min 54 s     | 108,499             |            |
| 1998  | 6 juin              | Terry Labonte       | Hendrick Motorsports        | Chevrolet           | 400                 | 300 (482,803)       | 3 h 05 min 29 s     | 97,044              |            |
| 1999  | 15 mai              | Dale Jarrett        | Robert Yates Racing         | Ford                | 400                 | 300 (482,803)       | 2 h 59 min 49 s     | 100,102             |            |
| 2000  | 6 mai               | Dale Earnhardt Jr.  | Dale Earnhardt Inc.         | Chevrolet           | 400                 | 300 (482,803)       | 3 h 01 min 08 s     | 99,374              |            |
| 2001  | 5 mai               | Tony Stewart        | Joe Gibbs Racing            | Pontiac             | 400                 | 300 (482,803)       | 3 h 07 min 45 s     | 95,872              |            |
| 2002  | 4-5 mai             | Tony Stewart        | Joe Gibbs Racing            | Pontiac             | 400                 | 300 (482,803)       | 3 h 27 min 19 s     | 86,824              | [ Note 6 ] |
| 2003  | 3 mai               | Joe Nemechek        | Hendrick Motorsports        | Chevrolet           | 393                 | 294,75 (474,354)    | 3 h 23 min 47 s     | 86,783              | [ Note 3 ] |
| 2004  | 15 mai              | Dale Earnhardt Jr.  | Dale Earnhardt Inc.         | Chevrolet           | 400                 | 300 (482,803)       | 3 h 03 min 12 s     | 98,253              |            |
| 2005  | 14 mai              | Kasey Kahne         | Evernham Motorsports        | Dodge               | 400                 | 300 (482,803)       | 2 h 59 min 26 s     | 100,316             |            |
| 2006  | 6 mai               | Dale Earnhardt Jr.  | Dale Earnhardt Inc.         | Chevrolet           | 400                 | 300 (482,803)       | 3 h 05 min 27 s     | 97,061              |            |
| 2007  | 6 mai               | Jimmie Johnson      | Hendrick Motorsports        | Chevrolet           | 400                 | 300 (482,803)       | 3 h 17 min 53 s     | 91,270              | [ Note 7 ] |
| 2008  | 3 mai               | Clint Bowyer        | Richard Childress Racing    | Chevrolet           | 410                 | 307,5 (494,873)     | 3 h 12 min 37 s     | 95,786              | [ Note 8 ] |
| 2009  | 2 mai               | Kyle Busch          | Joe Gibbs Racing            | Toyota              | 400                 | 300 (482,803)       | 3 h 18 min 37 s     | 90,627              |            |
| 2010  | 1er mai             | Kyle Busch          | Joe Gibbs Racing            | Toyota              | 400                 | 300 (482,803)       | 3 h 00 min 47 s     | 99,567              |            |
| 2011  | 30 avril            | Kyle Busch          | Joe Gibbs Racing            | Toyota              | 400                 | 300 (482,803)       | 3 h 08 min 55 s     | 95,280              |            |
| 2012  | 28 avril            | Kyle Busch          | Joe Gibbs Racing            | Toyota              | 400                 | 300 (482,803)       | 2 h 51 min 06 s     | 105,202             |            |
| 2013  | 27 avril            | Kevin Harvick       | Richard Childress Racing    | Chevrolet           | 406                 | 304,5 (490,045)     | 3 h 18 min 17 s     | 92,141              | [ Note 8 ] |
| 2014  | 26 avril            | Joey Logano         | Team Penske                 | Ford                | 400                 | 300 (482,803)       | 3 h 12 min 47 s     | 93,369              |            |
| 2015  | 26 avril            | Kurt Busch          | Stewart-Haas Racing         | Chevrolet           | 400                 | 300 (482,803)       | 3 h 05 min 16 s     | 97,157              | [ Note 7 ] |
| 2016  | 24 avril            | Carl Edwards        | Joe Gibbs Racing            | Toyota              | 400                 | 300 (482,803)       | 3 h 05 min 26 s     | 97,070              |            |
| 2017  | 30 avril            | Joey Logano         | Team Penske                 | Ford                | 400                 | 300 (482,803)       | 03 h 14 min 34 s    | 93,470              |            |
| 2018  | 21 avril            | Kyle Busch          | Joe Gibbs Racing            | Toyota              | 402                 | 301,5 (485,217)     | 03 h 08 min 01 s    | 96,215              | [ Note 8 ] |
| 2019  | 13 avril            | Martin Truex Jr.    | Joe Gibbs Racing            | Toyota              | 400                 | 300 (482,803)       | 03 h 00 min 16 s    | 99,852              |            |
| 2020  | Course non disputée | Course non disputée | Course non disputée         | Course non disputée | Course non disputée | Course non disputée | Course non disputée | Course non disputée | [ Note 9 ] |
| 2021  | 18 avril            | Alex Bowman         | Hendrick Motorsports        | Chevrolet           | 400                 | 300 (482,803)       | 03 h 06 min 57 s    | 96,282              |            |
| 2022  | 3 avril             | Denny Hamlin        | Joe Gibbs Racing            | Toyota              | 400                 | 300 (482,803)       | 03 h 04 min 43 s    | 97,447              |            |
| 2023  | 2 avril             | Kyle Larson         | Hendrick Motorsports        | Chevrolet           | 400                 | 300 (482,803)       | 3 h 17 min 37 s     | 91,085              |            |
| 2023  | 31 mars             | Denny Hamlin        | Joe Gibbs Racing            | Toyota              | 407                 | 305,25 (491,252)    | 3 h 14 min 41 s     | 94,076              | [ Note 8 ] |

Notes : 
1. ↑  Course raccourcie en raison de l'obscurité.
2. ↑  Course raccourcie à 450 tours en raison du premier choc pétrolier.
3. 1 2 3  Course raccourcie à cause de la pluie.
4. ↑  Course rendue célèbre par le crash de Dale Earnhardt et Darrell Waltrip qui favorisa la victoire de Kyle Petty.
5. ↑  Course retardée d'un mois en raison de la neige.
6. ↑  Course débutée le samedi soir mais interrompue par la pluie et finalement terminée le dimanche après midi.
7. 1 2  Course reportée du samedi soir au dimanche après midi pour cause de pluie.
8. 1 2 3 4  Course prolongée en raison d'une arrivée Green-white-checker.
9. ↑  Course annulée et déplacée à Darligton à la suite de la pandémie de Covid-19.

### Pilotes multiple gagnants
| Nbr. | Pilote             | Saison                             |
| ---- | ------------------ | ---------------------------------- |
| 6    | Richard Petty      | 1961, 1967, 1971, 1972, 1973, 1975 |
| 5    | Kyle Busch         | 2009, 2010, 2011, 2012, 2018       |
| 4    | David Pearson      | 1964, 1966, 1968, 1969             |
| 3    | Dale Earnhardt     | 1985, 1987, 1991                   |
| 3    | Dale Earnhardt Jr. | 2000, 2004, 2006                   |
| 2    | Lee Petty          | 1953, 1960                         |
| 2    | Cale Yarborough    | 1977, 1979                         |
| 2    | Darrell Waltrip    | 1980, 1981                         |
| 2    | Dave Marcis (en)   | 1976, 1982                         |
| 2    | Bobby Allison      | 1974, 1983                         |
| 2    | Rusty Wallace      | 1989, 1997                         |
| 2    | Tony Stewart       | 2001, 2002                         |
| 2    | Denny Hamlin       | 2022, 2024                         |
| 2    | Joey Logano        | 2014, 2017                         |

### Écuries multiple gagnantes
| Nbr. | Écurie                      | Saison                                                           |
| ---- | --------------------------- | ---------------------------------------------------------------- |
| 11   | Joe Gibbs Racing            | 2001, 2002, 2009, 2010, 2011, 2012, 2016, 2018, 2019, 2022, 2024 |
| 8    | Petty Enterprises           | 1953, 1960, 1961, 1967, 1971, 1972, 1973, 1975                   |
| 7    | Hendrick Motorsports        | 1995, 1996, 1998, 2003, 2007, 2021, 2023                         |
| 5    | Junior Johnson & Associates | 1965, 1977, 1979, 1981, 1992                                     |
| 5    | Richard Childress Racing    | 1985, 1987, 1991, 2008, 2013                                     |
| 3    | Robert Yates Racing         | 1993, 1994, 1999                                                 |
| 3    | Dale Earnhardt Inc.         | 2000, 2004, 2006                                                 |
| 3    | Team Penske                 | 1997, 2014, 2017                                                 |
| 2    | Carl Kiekhaefer (en)        | 1955, 1956                                                       |
| 2    | Bud Moore Engineering       | 1963, 1984                                                       |
| 2    | Cotton Owens (en)           | 1964, 1966                                                       |
| 2    | Holman-Moody (en)           | 1968, 1969                                                       |
| 2    | DiGard Motorsports          | 1980, 1983                                                       |

### Victoires par marques
| Nbr. | Marque    | Saison |
| ---- | --------- | --- |
| 23   | Chevrolet | 1962, 1974, 1977, 1978, 1980, 1982, 1983, 1985, 1987, 1991, 1995, 1996, 1998, 2000, 2003, 2004, 2006, 2007, 2008, 2013, 2015, 2021, 2023 |
| 15   | Ford      | 1957, 1965, 1968, 1969, 1970, 1984, 1986, 1990, 1992, 1993, 1994, 1997, 1999, 2014, 2017                                                 |
| 9    | Toyota    | 2009, 2010, 2011, 2012, 2016, 2018, 2019, 2022, 2024                                                                                     |
| 8    | Dodge     | 1953, 1956, 1964, 1966, 1973, 1975, 1976, 2005                                                                                           |
| 5    | Plymouth  | 1960, 1961, 1967, 1971, 1972 |
| 5    | Pontiac   | 1963, 1988, 1989, 2001, 2002 |
| 1    | Chrysler  | 1955 |
| 1    | T-Bird    | 1959 |
| 1    | Buick     | 1981 |

## Logos et photos

Logo 2010
Logo 2011 et 2012
Logo 2013 et 2014
Logo depuis 2015

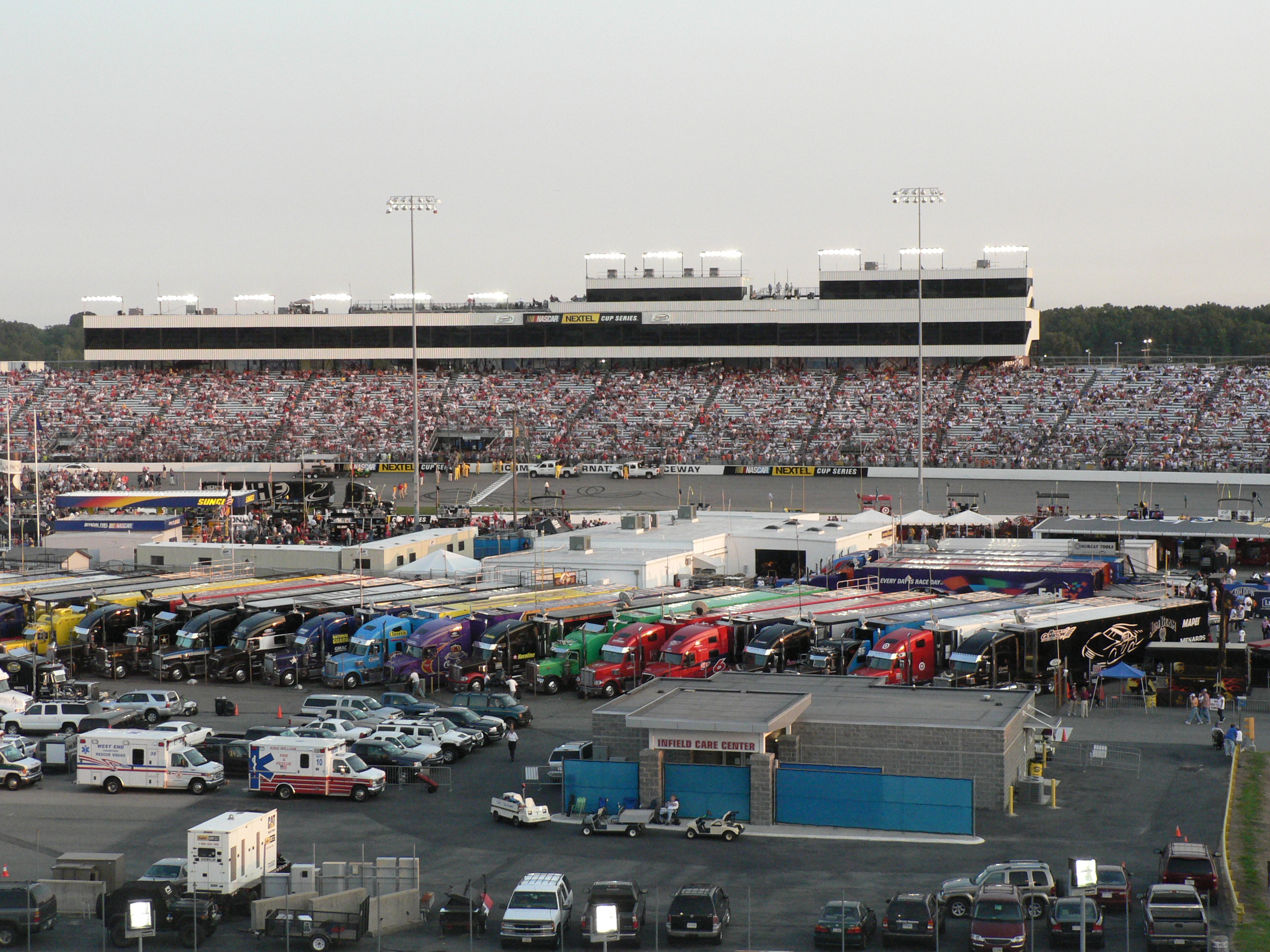
Le Richmond International Raceway où se déroule la course
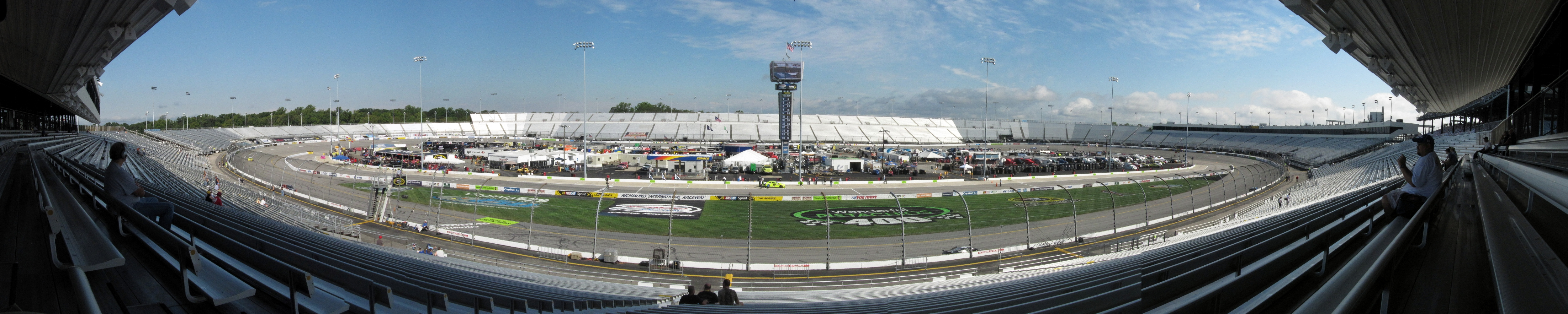
Panorama du circuit
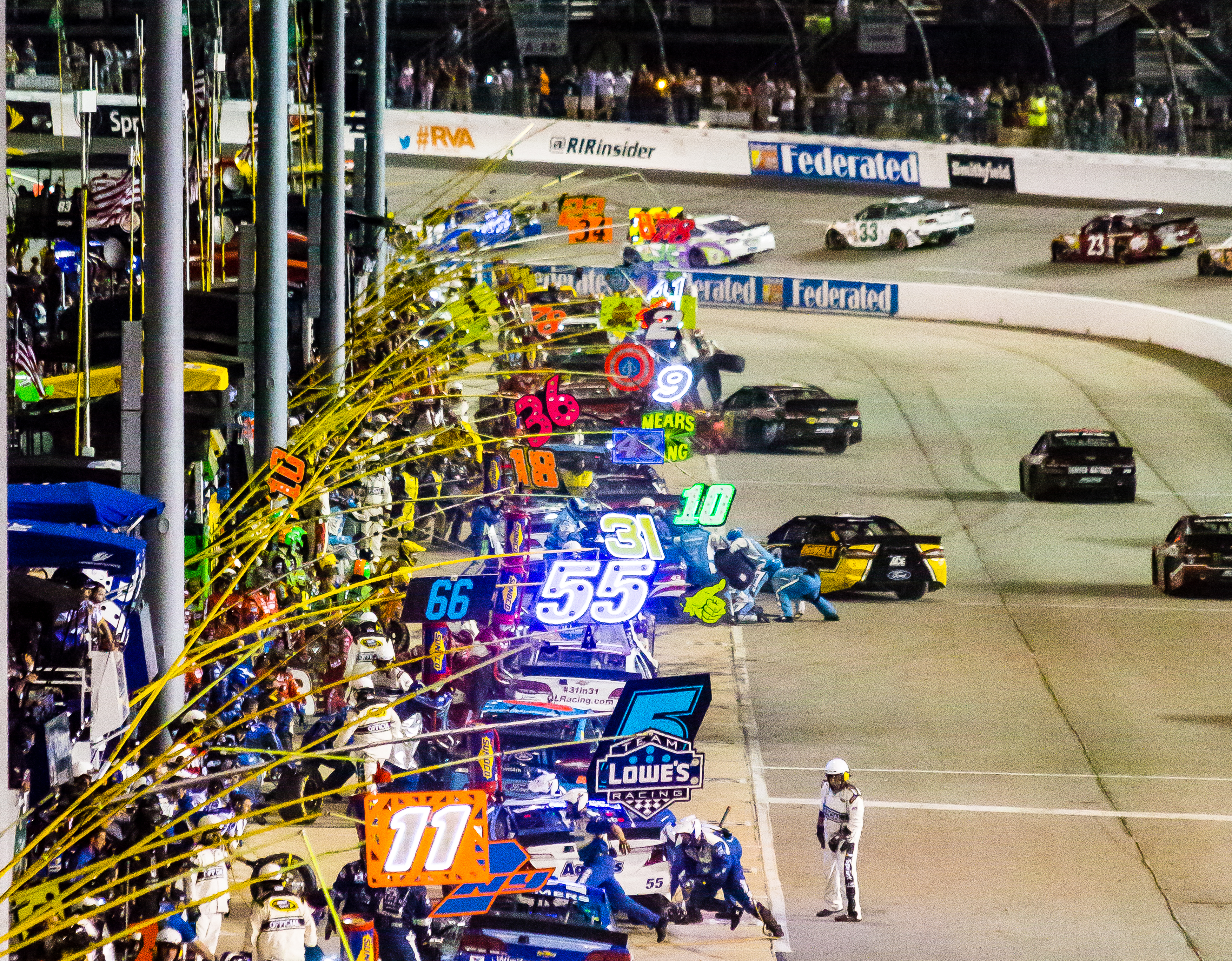
La ligne des stands